# شهرستان سنکا (اوهایو)
شهرستان سنکا، اوهایو (به انگلیسی: Seneca County, Ohio) یک سکونتگاه مسکونی در ایالات متحده آمریکا است که در اوهایو واقع شده‌است.